# Милявский, Олег Анатольевич
Олег (Альфред) Анатольевич Милявский (1923—1989) — советский артист эстрады, поэт-песенник.

## Биография
Родился 5 июня 1923 года в Киеве, его отец был служащим, мать — домохозяйкой.
В 1926 году, после смерти отца и двух братьев, мать с Олегом перебралась в Ташкент. Здесь Милявский окончил десятилетку. Затем поехал в Москву поступать во ВГИК на операторский факультет. Проучившись там полтора года, Олег не смог жить на небольшую стипендию и помогать нуждающейся матери. С мечтой о кино пришлось расстаться — он вернулся в Ташкент и как призывник был направлен в пехотное училище.
В это время началась война и Милявский отправился на фронт рядовым. Вскоре он был тяжело контужен и после длительного лечения комиссован до конца войны.
В 1942 году стал артистом-конферансье Таджикской филармонии. В послевоенные годы снова учился во ВГИКе, но не закончив обучение стал конферансье в Свердловской филармонии. Работал и в других филармониях, в Мосэстраде, Ленинградском эстрадном оркестре (возглавил тот после смерти в марте 1961 года предыдущего руководителя — А. М. Блехмана), а с 1964 года и до конца творческой жизни — работал конферансье в Москонцерте.
Умер 2 апреля 1989 года в Москве. Похоронен на Введенском кладбище (7 уч.).

## Творчество
Исполняемые монологи сочинял сам Милявский, при этом не боялся весьма смелых суждений, что стало препятствием для получения почётных званий. Эстрадные произведения Милявского охотно исполняли Миров и Новицкий, Тимошенко и Березин и другие сатирики.
Олег Милявский в сотрудничестве с рядом композиторов (С. Туликов, А. Флярковский, А. Пугачёва и др.) стал автором популярных песен, таких, как «Белый снег России» (исп. Иосиф Кобзон), «Любите Россию» (исп. Эмиль Горовец, Галина Ненашева), «Вот так случилось, мама» и «Папа купил автомобиль» (обе исп. Алла Пугачёва).
Снимался в кино:
- 1979 — «Ярость» (фильм-спектакль);
- 1985 — «Тевье-молочник» (фильм-спектакль) — Эфраим.

## Семья
Жена — Наталья, в 1964 году у них родилась дочь Елена.